# Le interviste impossibili

Carmelo Bene, una delle voci massime dei personaggi intervistati de Le interviste impossibili

Le interviste impossibili è il titolo di un programma della seconda rete radiofonica Rai andato in onda nel 1974 (primo ciclo) e nel 1975 (secondo ciclo) e curato da Lidia Motta, in cui uomini di cultura contemporanei reali fingono di trovarsi a intervistare 82 fantasmi redivivi di persone appartenenti a un'altra epoca, impossibili da incontrare nella realtà, da qui il titolo. Oggi, in ambito letterario, il genere viene identificato come "Colloquio fantastico postumo".
 
L'editore Bompiani ne pubblicò una prima selezione nel 1975 e una seconda selezione nel 1976. 
La RAI mandò successivamente il programma in replica.

## Contenuti del programma
| Autore intervistatore | Intervistato              | Attori                                                                           | Regista           | Data trasmissione         | Audio                     |
| --------------------- | ------------------------- | -------------------------------------------------------------------------------- | ----------------- | ------------------------- | ------------------------- |
| Alberto Arbasino      | Nerone                    | Mario Missiroli, Antonio Radaelli                                                | Vittorio Sermonti | 7 agosto 1974             | Nerone                    |
| Alberto Arbasino      | Gabriele D'Annunzio       | Gianni Santuccio                                                                 | Mario Missiroli   | 23 agosto 1974            | Gabriele D'Annunzio       |
| Alberto Arbasino      | Giacomo Puccini           | Alfredo Bianchini                                                                | Mario Missiroli   | 30 agosto 1974            | Giacomo Puccini           |
| Alberto Arbasino      | Giovanni Pascoli          | Quinto Parmeggiani                                                               | Mario Missiroli   | 27 agosto 1974            | Giovanni Pascoli          |
| Alberto Arbasino      | Ludwig II di Baviera      | Carmelo Bene                                                                     | Mario Missiroli   | 19 agosto 1974            | Ludwig II di Baviera      |
| Alberto Arbasino      | Oscar Wilde               | Carmelo Bene                                                                     | Mario MIssiroli   | 13 agosto 1974            | Oscar Wilde               |
| Maria Luisa Astaldi   | Jonathan Swift            | Paolo Bonacelli, Ivana Monti, Gianni Rubens                                      | Marco Parodi      | 26 agosto 1974            | Jonathan Swift            |
| Maria Bellonci        | Lucrezia Borgia           | Anna Maria Guarnieri                                                             | Vittorio Sermonti | 22 aprile 1975            | Lucrezia Borgia           |
| Italo Calvino         | L'uomo di Neanderthal     | Vittorio Sermonti (intervistatore), Paolo Bonacelli                              | Vittorio Sermonti | 25 luglio 1974            | L'uomo di Neanderthal     |
| Italo Calvino         | Montezuma                 | Carmelo Bene                                                                     | Vittorio Sermonti | 6 settembre 1974          | Montezuma                 |
| Andrea Camilleri      | Stesicoro                 | Pino Caruso                                                                      | Andrea Camilleri  | 1 marzo 1975              | Stesicoro                 |
| Andrea Camilleri      | Federico II di Svevia     |                                                                                  |                   |                           |                           |
| Fabio Carpi           | Bruto                     | Giulio Brogi (Bruto), Paolo Bonacelli (Marco Antonio)                            | Fabio Carpi       | 3 maggio 1975             | Bruto                     |
| Fabio Carpi           | Ippocrate                 | Vittorio Caprioli                                                                | Fabio Carpi       | 19 aprile 1975            | Ippocrate                 |
| Fabio Carpi           | Gustave Flaubert          | Romolo Valli                                                                     | Fabio Carpi       | 18 marzo 1975             | Gustave Flaubert          |
| Fabio Carpi           | Maometto                  | Paolo Bonaceli                                                                   | Fabio Carpi       |                           | Maometto                  |
| Fabio Carpi           | Napoleone Bonaparte       | Sergio Graziani                                                                  | Fabio Carpi       | 25 marzo 1975             | Napoleone                 |
| Fabio Carpi           | Zelda                     | Adriana Asti                                                                     | Fabio Carpi       | 4 marzo 1975              | Zelda Fitzgerald          |
| Carlo Castellaneta    | Pablo Picasso             | Tino Carraro                                                                     | Marco Parodi      | 3 settembre 1974          | Pablo Picasso             |
| Carlo Castellaneta    | Robespierre               | Tino Carraro                                                                     | Marco Parodi      | 22 agosto 1974            | Robespierre               |
| Giulio Cattaneo       | Vittorio Emanuele III     | Gianni Bonagura                                                                  | Vittorio Sermonti | 5 settembre 1974          | Vittorio Emanuele III     |
| Guido Ceronetti       | Attila                    | Carmelo Bene (Attila), Domenico Perna, Maurizio Gueli                            | Sandro Sequi      | 1 luglio 1974             | Attila                    |
| Guido Ceronetti       | Auguste e Louis Lumière   | Alfredo Bianchini, Mario Scaccia, Edda Soligo, Claudio Guarino, Vittorio Soncini | Sandro Sequi      | 4 luglio 1974             | I Fratelli Lumière        |
| Guido Ceronetti       | George Stephenson         | Mario Scaccia                                                                    | Sandro Sequi      | 19 luglio 1974            | George Stephenson         |
| Guido Ceronetti       | Jack lo squartatore       | Carmelo Bene, Adriana Asti, Maurizio Gueli                                       | Sandro Sequi      | 9 luglio 1974             | Jack lo Squartatore       |
| Guido Ceronetti       | Pellegrino Artusi         | Mario Scaccia                                                                    | Sandro Sequi      | 11 luglio 1974            | Pellegrino Artusi         |
| Oreste Del Buono      | Fëdor Dostoevskij         | Carmelo Bene                                                                     | Vittorio Sermonti | 1 agosto 1974             | Dostoevskij               |
| Oreste Del Buono      | Leopold von Sacher-Masoch | Carmelo Bene                                                                     | Vittorio Sermonti | 5 luglio 1974             | Leopold von Sacher-Masoch |
| Umberto Eco           | Beatrice                  | Isabella Del Bianco                                                              | Andrea Camilleri  | 1 maggio 1975             | Beatrice                  |
| Umberto Eco           | Muzio Scevola             | Enzo Tarascio                                                                    | Marco Parodi      | 18 luglio 1974            | Muzio Scevola             |
| Umberto Eco           | Attilio Regolo            | Gianni Santuccio                                                                 | Marco Parodi      | 24 luglio 1974            | Attilio Regolo            |
| Umberto Eco           | Denis Diderot             | Gianni Santuccio                                                                 | Marco Parodi      | 29 luglio 1974            | Denis Diderot             |
| Umberto Eco           | Erostrato                 | Paolo Poli                                                                       | Marco Parodi      | 16 luglio 1974            |                           |
| Umberto Eco           | Pietro Micca              | Felice Andreasi                                                                  | Andrea Camilleri  | 10 aprile 1975            | Pietro Micca              |
| Umberto Eco           | Pitagora                  | Carlo Cecchi                                                                     | Marco Parodi      | 22 luglio 1974            | Pitagora                  |
| Gaio Fratini          | Silvio Pellico            | Felice Andreasi                                                                  | Andrea Camilleri  | 8 maggio 1975             | Silvio Pellico            |
| Raffaele La Capria    | Tacito                    | Romolo Valli                                                                     | Andrea Camilleri  | 6 marzo 1975              | Tacito                    |
| Mario Landi           | Mata Hari                 | Lisa Gastoni                                                                     | Mario Landi       | 15 maggio 1975            | Mata Hari                 |
| Luigi Malerba         | Eliogabalo                | Paolo Poli                                                                       | Vittorio Sermonti | 12 aprile 1975            | Eliogabalo                |
| Luigi Malerba         | Epicuro                   | Paolo Poli                                                                       | Vittorio Sermonti | 22 marzo 1975             |                           |
| Luigi Malerba         | Plinio il vecchio         | Vittorio Caprioli                                                                | Vittorio Sermonti | 13 marzo 1975             | Plinio il Vecchio         |
| Giorgio Manganelli    | Fedro                     | Mario Scaccia                                                                    | Sandro Sequi      | 2 luglio 1974             | Fedro                     |
| Giorgio Manganelli    | Charles Dickens           | Carmelo Bene                                                                     | Sandro Sequi      | 17 luglio 1974            | Dickens                   |
| Giorgio Manganelli    | Tutankhamon               | Carmelo Bene                                                                     | Sandro Sequi      | 30 luglio 1974            | Tutankhamon               |
| Giorgio Manganelli    | Giacomo Casanova          | Carmelo Bene                                                                     | Sandro Sequi      | 8 luglio 1974             | Casanova                  |
| Giorgio Manganelli    | Marco Polo                | Paolo Bonacelli, Virgilio Gazzolo                                                | Sandro Sequi      | 12 luglio 1974            | Marco Polo                |
| Giorgio Manganelli    | il Califfo di Bagdad      | Carmelo Bene                                                                     | Vittorio Sermonti | 14 agosto 1974            | Il Califfo di Bagdad      |
| Giorgio Manganelli    | Eusapia Paladino          | Marisa Fabbri                                                                    | Sandro Sequi      | 15 luglio 1974            | Eusapia Paladino          |
| Giorgio Manganelli    | Re Desiderio              | Virginio Gazzolo                                                                 | Sandro Sequi      | 16 agosto 1974            | Re Desiderio              |
| Giorgio Manganelli    | Nostradamus               | Carmelo Bene                                                                     | Sandro Sequi      | 6 agosto 1974             | Nostradamus               |
| Giorgio Manganelli    | Edmondo De Amicis         | Carmelo Bene                                                                     | Vittorio Sermonti | 20 agosto 1974            | De Amicis                 |
| Giorgio Manganelli    | Leopoldo Fregoli          | Paolo Poli                                                                       | Vittorio Sermonti | 1 aprile 1975             | Leopoldo Fregoli          |
| Giorgio Manganelli    | Antoni Gaudí              | Paolo Bonacelli                                                                  | Vittorio Sermonti | 20 marzo 1975             | Antoni Gaudí              |
| Jan Meyerowitz        | Papa Gregorio VII         | Mario Scaccia                                                                    | Andrea Camilleri  | 22 ottobre 1976 (replica) | Papa Gregorio VII         |
| Paolo Portoghesi      | Francesco Borromini       | Roberto Herlitzka                                                                | Andrea Camilleri  | 17 aprile 1975            | Borromini                 |
| Paolo Portoghesi      | Gian Lorenzo Bernini      | Eros Pagni                                                                       | Vittorio Sermonti | 8 aprile 1975             | Bernini                   |
| Giorgio Prosperi      | Carlo Alberto             | Sergio Fantoni                                                                   | Andrea Camilleri  | 26 aprile 1975            | Carlo Alberto di Savoia   |
| Giorgio Prosperi      | Giovanni Verga            | Salvo Randone                                                                    | Vittorio Sermonti | 13 maggio 1975            | Verga                     |
| Raul Radice           | Francesco Giuseppe        | Tino Carraro                                                                     | Vittorio Sermonti | 15 marzo 1975             | Francesco Giuseppe        |
| Nelo Risi             | Giosuè Carducci           | Romolo Valli                                                                     | Nelo Risi         | 3 aprile 1975             | Carducci                  |
| Nelo Risi             | La signora Tolstoj        | Elsa Albani                                                                      | Nelo Risi         | 27 marzo 1975             | La signora Tolstoj        |
| Nelo Risi             | Marat                     | Carmelo Bene                                                                     | Nelo Risi         | 3 luglio 1974             | Marat                     |
| Nelo Risi             | Lewis Carroll             | Paolo Poli (Lewis Carrol), Milena Vukotic (Alice)                                | Andrea Camilleri  | 4 settembre 1974          | Lewis Carroll             |
| Aldo Rosselli         | D. H. Lawrence            | Roberto Herlitzka                                                                | Vittorio Sermonti | 6 maggio 1975             | David Herbert Lawrence    |
| Renzo Rosso           | Procopio di Cesarea       | Eros Pagni                                                                       | Vittorio Sermonti | 15 aprile 1975            | Procopio di Cesarea       |
| Nello Saito           | Rudolf Raspe              | Mario Scaccia                                                                    | Andrea Camilleri  | 10 maggio 1975            | Rudolf Raspe              |
| Edoardo Sanguineti    | Francesca da Rimini       | Laura Betti                                                                      | Andrea Camilleri  | 5 agosto 1974             | Francesca da Rimini       |
| Edoardo Sanguineti    | Socrate                   | Paolo Bonacelli                                                                  | Andrea Camilleri  | 8 agosto 1974             | Socrate                   |
| Edoardo Sanguineti    | Vincenzo Monti            | Eros Pagni                                                                       | Andrea Camilleri  | 21 agosto 1974            | Vincenzo Monti            |
| Edoardo Sanguineti    | Sigmund Freud             | Paolo Bonacelli                                                                  | Andrea Camilleri  | 28 agosto 1974            | Freud                     |
| Luigi Santucci        | Cleopatra                 | Anna Nogara                                                                      | Marco Parodi      | 23 luglio 1974            | Cleopatra                 |
| Luigi Santucci        | Giovanna d'Arco           | Milena Vukotic                                                                   | Marco Parodi      | 9 agosto 1974             | Giovanna d'Arco           |
| Luigi Santucci        | Niccolò Copernico         | Gianni Santuccio                                                                 | Marco Parodi      | 26 luglio 1974            | Copernico                 |
| Luigi Santucci        | Wolfgang Amadeus Mozart   | Claudio Giannotti, Gino Murri, Gianni Bortolotto, Giampaolo Rossi                | Marco Parodi      | 31 luglio 1974            | Mozart                    |
| Luigi Santucci        | Ponzio Pilato             | Gianni Santuccio                                                                 | Marco Parodi      | 15 agosto 1974            | Ponzio Pilato             |
| Leonardo Sciascia     | Maria Sofia di Napoli     | Andrea Camilleri (intervistatore), Adriana Asti                                  | Mario Martone     | 22 giugno 1998            | Maria Sofia di Napoli     |
| Vittorio Sermonti     | Giulio Cesare             | Mario Missiroli                                                                  | Vittorio Sermonti | 12 agosto 1974            | Cesare                    |
| Vittorio Sermonti     | Marco Aurelio             | Carmelo Bene                                                                     | Vittorio Sermonti | 2 agosto 1974             | Marco Aurelio             |
| Vittorio Sermonti     | Otto von Bismarck         | Paolo Bonacelli                                                                  | Vittorio Sermonti | 2 settembre 1974          | Otto von Bismarck         |
| Vittorio Sermonti     | Vittorio Emanuele II      | Lucia Poli (intervistatrice), Bruno Alessandro                                   | Vittorio Sermonti | 10 luglio 1974            | Vittorio Emanuele II      |
| Umberto Simonetta     | Guglielmo Tell            | Giancarlo Dettori                                                                | Andrea Camilleri  | 5 aprile 1975             | Guglielmo Tell            |
| Maria Luisa Spaziani  | Caterina di Russia        | Rossella Falk                                                                    | Vittorio Sermonti | 29 aprile 1975            | Caterina II di Russia     |
| Luigi Squarzina       | Linda Murri               | Adriana Asti                                                                     | Luigi Squarzina   | 29 agosto 1974            | Linda Murri               |
| Luigi Squarzina       | Dante Gabriel Rossetti    | Giorgio Albertazzi                                                               | Luigi Squarzina   | 8 marzo 1975              |                           |

Il piano dell'opera prevedeva inoltre: Maria Bellonci intervista Gaspara Stampa, Cesare Garboli intervista Virgilio.
Giorgio Manganelli raccoglierà con altri scritti le interviste immaginate e scritte da sé nel libro A e B, che è stato un caso letterario straordinario degli anni settanta.
I fantasmi intervistati sono quelli dei personaggi storici che vissero lungo un arco di tempo considerevole che va dall'epoca dell'uomo di Neanderthal fino al XX secolo. Fu realizzata anche un'intervista a Dio, che venne però rifiutata dagli editori, almeno fino al 2008.
In anni più recenti, la formula è stata ripresa in diversi programmi radiofonici e televisivi, spettacoli teatrali e incontri letterari.
Nell’opera di critica letteraria Discorsi dell'altro mondo. Nascita e metamorfosi del colloquio fantastico postumo (2009), l’autrice analizza le Interviste impossibili di Radio Rai, definendole esempi di colloquio fantastico postumo. Sotto questa definizione, include altre opere, come conversazioni immaginarie, dialoghi dei morti, apparizioni e, appunto, interviste impossibili, tutte caratterizzate dalla figura del "morto che parla", spesso rappresentato da un personaggio storico illustre. L'opera evidenzia la costante presenza di questo tema nella cultura occidentale, tracciandone l’evoluzione: dagli archetipi classici alla letteratura, sia erudita che satirica, fino agli adattamenti radiotelevisivi e alle più recenti incursioni nel mondo virtuale.
Il duo comico Lillo e Greg, nella trasmissione radiofonica 610, ne ha fatto una gustosa parodia: per motivi microfonici, le interviste non potevano prevedere la pronuncia di singole consonanti o vocali, rendendole in tal modo esilaranti e, di fatto, "impossibili" da portare a termine.